# 2009–2010-es UEFA-bajnokok ligája (csoportkör)
A 2009–2010-es UEFA-bajnokok ligája csoportkörének mérkőzéseit 2009. szeptember 15. és december 9. között játszották le.

## Sorsolás
A sorsolást 2009. augusztus 27-én, helyi idő szerint 18 órakor tartották Monacóban. A sorsolás előtt a csapatokat négy darab nyolccsapatos kalapba sorolták az úgynevezett UEFA-együtthatójuk sorrendjében. Minden kalapból minden csoportba egy-egy csapatot sorsoltak. Egy csoportba nem kerülhetett két azonos nemzetiségű csapat.
| Csapat                 | Együttható | Kalap |
| ---------------------- | ---------- | ----- |
| FC Barcelona (címvédő) | 121,853    | 1     |
| Chelsea                | 118,899    | 1     |
| Liverpool FC           | 118,899    | 1     |
| Manchester United      | 111,899    | 1     |
| AC Milan               | 110,582    | 1     |
| Arsenal                | 106,899    | 1     |
| Sevilla                | 100,853    | 1     |
| Bayern München         | 98,339     | 1     |
| Lyon                   | 91,033     | 2     |
| Internazionale         | 87,582     | 2     |
| Real Madrid            | 78,853     | 2     |
| CSZKA Moszkva          | 71,525     | 2     |
| FC Porto               | 68,292     | 2     |
| AZ                     | 64,826     | 2     |
| Juventus               | 63,582     | 2     |
| Rangers                | 56,575     | 2     |

| Csapat                | Együttható | Kalap |
| --------------------- | ---------- | ----- |
| Olimbiakósz           | 52,633     | 3     |
| Marseille             | 48,033     | 3     |
| Dinamo Kijiv          | 46,370     | 3     |
| Stuttgart             | 45,339     | 3     |
| ACF Fiorentina        | 42,582     | 3     |
| Atlético de Madrid    | 41,853     | 3     |
| Girondins de Bordeaux | 40,033     | 3     |
| Beşiktaş JK           | 32,445     | 3     |
| VfL Wolfsburg         | 21,339     | 4     |
| Standard Liège        | 21,065     | 4     |
| Makkabi Haifa         | 17,050     | 4     |
| FC Zürich             | 14,050     | 4     |
| Rubin Kazany          | 9,525      | 4     |
| Unirea Urziceni       | 8,781      | 4     |
| APÓEL                 | 4,016      | 4     |
| Debreceni VSC         | 1,633      | 4     |

## Csoportok

### Sorrend meghatározása
Az UEFA versenyszabályzata alapján, ha két vagy több csapat a csoportmérkőzések után azonos pontszámmal állt, az alábbiak alapján kellett meghatározni a sorrendet:
1. az azonosan álló csapatok mérkőzésein szerzett több pont
2. az azonosan álló csapatok mérkőzésein elért jobb gólkülönbség
3. az azonosan álló csapatok mérkőzésein idegenben szerzett több gól
4. az összes mérkőzésen elért jobb gólkülönbség
5. az összes mérkőzésen szerzett több gól
6. az azonosan álló csapatok és nemzeti szövetségük jobb UEFA-együtthatója az előző öt évben

Az időpontok közép-európai idő/közép-európai nyári idő szerint értendők.

### A csoport
| Hely. | Csapat         | M | Gy | D | V | G+ | G– | Gk | P  | Továbbjutás                                |  | BDX | BAY | JUV | MHA |
| ----- | -------------- | - | -- | - | - | -- | -- | -- | -- | ------------------------------------------ |  | --- | --- | --- | --- |
| 1.    | Bordeaux       | 6 | 5  | 1 | 0 | 9  | 2  | +7 | 16 | Továbbjutott az egyenes kieséses szakaszba |  | —   | 2–1 | 2–0 | 1–0 |
| 2.    | Bayern München | 6 | 3  | 1 | 2 | 9  | 5  | +4 | 10 | Továbbjutott az egyenes kieséses szakaszba |  | 0–2 | —   | 0–0 | 1–0 |
| 3.    | Juventus       | 6 | 2  | 2 | 2 | 4  | 7  | −3 | 8  | Átkerült az Európa-ligába                  |  | 1–1 | 1–4 | —   | 1–0 |
| 4.    | Makkabi Haifa  | 6 | 0  | 0 | 6 | 0  | 8  | −8 | 0  |                                            |  | 0–1 | 0–3 | 0–1 | —   |

| 2009. szeptember 15. 20:45 |

| Juventus     | 1–1               | Bordeaux   |
| ------------ | ----------------- | ---------- |
| Iaquinta 63' | (0–0) Jegyzőkönyv | Plašil 75' |

| Stadio Olimpico di Torino, Torino 1 Nézőszám: 17 513 Játékvezető: Tom Henning Øvrebø (norvég) |

| 2009. szeptember 15. 20:45 |

| Makkabi Haifa | 0–3               | Bayern München                |
| ------------- | ----------------- | ----------------------------- |
|               | (0–0) Jegyzőkönyv | van Buyten 64' Müller 85' 88' |

| Ramat Gan Stadion, Ramat Gan 2 Nézőszám: 38 789 Játékvezető: Damir Skomina (szlovén) |

| 2009. szeptember 30. 20:45 |

| Bayern München | 0–0         | Juventus |
| -------------- | ----------- | -------- |
|                | Jegyzőkönyv |          |

| Allianz Arena, München Nézőszám: 66 000 Játékvezető: Howard Webb (angol) |

| 2009. szeptember 30. 20:45 |

| Bordeaux  | 1–0               | Makkabi Haifa |
| --------- | ----------------- | ------------- |
| Ciani 83' | (0–0) Jegyzőkönyv | Kayal 88′     |

| Stade Chaban Delmas, Bordeaux Nézőszám: 28 748 Játékvezető: Eric Braamhaar (holland) |

| 2009. október 21. 20:45 |

| Bordeaux             | 2–1               | Bayern München                                  |
| -------------------- | ----------------- | ----------------------------------------------- |
| Ciani 27' Planus 40' | (2–1) Jegyzőkönyv | Ciani 6' (öngól) Müller 13′, 30′ Van Buyten 88′ |

| Stade Chaban Delmas, Bordeaux Nézőszám: 31 321 Játékvezető: Terje Hauge (norvég) |

| 2009. október 21. 20:45 |

| Juventus      | 1–0               | Makkabi Haifa |
| ------------- | ----------------- | ------------- |
| Chiellini 47' | (0–0) Jegyzőkönyv | Dutra 68′     |

| Stadio Olimpico di Torino, Torino 1 Nézőszám: 21 303 Játékvezető: Olegário Benquerença (portugál) |

| 2009. november 3. 20:45 |

| Bayern München | 0–2               | Bordeaux                  |
| -------------- | ----------------- | ------------------------- |
|                | (0–1) Jegyzőkönyv | Gourcuff 37' as-Samáh 90' |

| Allianz Arena, München Nézőszám: 66 000 Játékvezető: Pedro Proença (portugál) |

| 2009. november 3. 20:45 |

| Makkabi Haifa | 0–1               | Juventus         |
| ------------- | ----------------- | ---------------- |
|               | (0–1) Jegyzőkönyv | Camoranesi 45+2' |

| Ramat Gan Stadion, Ramat Gan 2 Nézőszám: 39 120 Játékvezető: Terje Hauge (norvég) |

| 2009. november 25. 20:45 |

| Bordeaux                    | 2–0               | Juventus |
| --------------------------- | ----------------- | -------- |
| Fernando 54' as-Samáh 90+4' | (0–0) Jegyzőkönyv |          |

| Stade Chaban Delmas, Bordeaux Nézőszám: 32 195 Játékvezető: Eduardo Iturralde González (spanyol) |

| 2009. november 25. 20:45 |

| Bayern München | 1–0               | Makkabi Haifa |
| -------------- | ----------------- | ------------- |
| Olić 62'       | (0–0) Jegyzőkönyv |               |

| Allianz Arena, München Nézőszám: 58 000 Játékvezető: Craig Thomson (skót) |

| 2009. december 8. 20:45 |

| Juventus      | 1–4               | Bayern München                                         |
| ------------- | ----------------- | ------------------------------------------------------ |
| Trezeguet 19' | (1–1) Jegyzőkönyv | Butt 30' (11-esből) Olić 52' Gómez 83' Timoscsuk 90+2' |

| Stadio Olimpico di Torino, Torino 1 Nézőszám: 27 801 Játékvezető: Massimo Busacca (svájci) |

| 2009. december 8. 20:45 |

| Makkabi Haifa | 0–1               | Bordeaux   |
| ------------- | ----------------- | ---------- |
|               | (0–1) Jegyzőkönyv | Jussiê 13' |

| Ramat Gan Stadion, Ramat Gan 2 Nézőszám: 25 800 Játékvezető: Jonas Eriksson (svéd) |

Megjegyzések
- 1 A Juventus hazai mérkőzéseit az átmenetileg használt torinói olimpiai stadionban játszotta, mert a Stadio delle Alpi lebontás alatt állt.
- 2 A Makkabi Haifa haza találkozóit a Ramat Gan Stadionban rendezték meg, mert otthoni pályájuk, a Kirjat Eliezer Stadion nem felelt meg az UEFA követelményeinek.

### B csoport
| Hely. | Csapat            | M | Gy | D | V | G+ | G– | Gk | P  | Továbbjutás                                |  | MU  | CSK | WOL | BJK |
| ----- | ----------------- | - | -- | - | - | -- | -- | -- | -- | ------------------------------------------ |  | --- | --- | --- | --- |
| 1.    | Manchester United | 6 | 4  | 1 | 1 | 10 | 6  | +4 | 13 | Továbbjutott az egyenes kieséses szakaszba |  | —   | 3–3 | 2–1 | 0–1 |
| 2.    | CSZKA Moszkva     | 6 | 3  | 1 | 2 | 10 | 10 | 0  | 10 | Továbbjutott az egyenes kieséses szakaszba |  | 0–1 | —   | 2–1 | 2–1 |
| 3.    | Wolfsburg         | 6 | 2  | 1 | 3 | 9  | 8  | +1 | 7  | Átkerült az Európa-ligába                  |  | 1–3 | 3–1 | —   | 0–0 |
| 4.    | Beşiktaş JK       | 6 | 1  | 1 | 4 | 3  | 8  | −5 | 4  |                                            |  | 0–1 | 1–2 | 0–3 | —   |

| 2009. szeptember 15. 20:45 |

| Wolfsburg                      | 3–1               | CSZKA Moszkva |
| ------------------------------ | ----------------- | ------------- |
| Grafite 36' 41' (11-esből) 87' | (2–0) Jegyzőkönyv | Dzagojev 76'  |

| Volkswagen Arena, Wolfsburg Nézőszám: 25 017 Játékvezető: Stephane Lannoy (francia) |

| 2009. szeptember 15. 20:45 |

| Beşiktaş JK | 0–1               | Manchester United |
| ----------- | ----------------- | ----------------- |
|             | (0–0) Jegyzőkönyv | Scholes 77'       |

| İnönü Stadion, Isztambul Nézőszám: 26 448 Játékvezető: Nicola Rizzoli (olasz) |

| 2009. szeptember 30. 18:30 |

| CSZKA Moszkva          | 2–1               | Beşiktaş JK |
| ---------------------- | ----------------- | ----------- |
| Dzagojev 7' Krasić 61' | (1–0) Jegyzőkönyv | Ekrem 90+2' |

| Luzsnyiki Stadion, Moszkva Nézőszám: 19 750 Játékvezető: Manuel Mejuto González (spanyol) |

| 2009. szeptember 30. 20:45 |

| Manchester United     | 2–1               | Wolfsburg |
| --------------------- | ----------------- | --------- |
| Giggs 59' Carrick 78' | (0–0) Jegyzőkönyv | Džeko 56' |

| Old Trafford, Manchester Nézőszám: 74 037 Játékvezető: Kassai Viktor (magyar) |

| 2009. október 21. 18:30 |

| CSZKA Moszkva | 0–1               | Manchester United |
| ------------- | ----------------- | ----------------- |
|               | (0–0) Jegyzőkönyv | Valencia 86'      |

| Luzsnyiki Stadion, Moszkva Nézőszám: 51 250 Játékvezető: Claus Bo Larsen (dán) |

| 2009. október 21. 20:45 |

| Wolfsburg   | 0–0         | Beşiktaş JK |
| ----------- | ----------- | ----------- |
| Grafite 74′ | Jegyzőkönyv |             |

| Volkswagen Arena, Wolfsburg Nézőszám: 25 778 Játékvezető: Roberto Rosetti (olasz) |

| 2009. november 3. 20:45 |

| Manchester United                   | 3–3               | CSZKA Moszkva                                               |
| ----------------------------------- | ----------------- | ----------------------------------------------------------- |
| Owen 29' Scholes 84' Valencia 90+2' | (1–2) Jegyzőkönyv | Dzagojev 25' Krasić 31' Berezutszki 47' Šemberas 72′, 90+5′ |

| Old Trafford, Manchester Nézőszám: 73 718 Játékvezető: Olegário Benquerença (portugál) |

| 2009. november 3. 20:45 |

| Beşiktaş JK | 0–3               | Wolfsburg                           |
| ----------- | ----------------- | ----------------------------------- |
|             | (0–1) Jegyzőkönyv | Misimović 14' Gentner 80' Džeko 87' |

| İnönü Stadion, Isztambul Nézőszám: 18 116 Játékvezető: Alberto Undiano Mallenco (spanyol) |

| 2009. november 25. 18:30 |

| CSZKA Moszkva        | 2–1               | Wolfsburg |
| -------------------- | ----------------- | --------- |
| Necid 58' Krasić 66' | (0–1) Jegyzőkönyv | Džeko 19' |

| Luzsnyiki Stadion, Moszkva Nézőszám: 13 478 Játékvezető: Nicola Rizzoli (olasz) |

| 2009. november 25. 20:45 |

| Manchester United | 0–1               | Beşiktaş JK |
| ----------------- | ----------------- | ----------- |
|                   | (0–1) Jegyzőkönyv | Tello 20'   |

| Old Trafford, Manchester Nézőszám: 74 242 Játékvezető: Stephane Lannoy (francia) |

| 2009. december 8. 20:45 |

| Wolfsburg | 1–3               | Manchester United  |
| --------- | ----------------- | ------------------ |
| Džeko 56' | (0–1) Jegyzőkönyv | Owen 44' 83' 90+1' |

| Volkswagen Arena, Wolfsburg Nézőszám: 26 490 Játékvezető: Bjorn Kuipers (holland) |

| 2009. december 8. 20:45 |

| Beşiktaş JK | 1–2               | CSZKA Moszkva             |
| ----------- | ----------------- | ------------------------- |
| Bobô 86'    | (0–1) Jegyzőkönyv | Krasić 41' Aldonyin 90+5' |

| İnönü Stadion, Isztambul Nézőszám: 16 129 Játékvezető: Martin Hansson (svéd) |

### C csoport
| Hely. | Csapat      | M | Gy | D | V | G+ | G– | Gk | P  | Továbbjutás                                |  | RM  | MIL | OM  | ZÜR |
| ----- | ----------- | - | -- | - | - | -- | -- | -- | -- | ------------------------------------------ |  | --- | --- | --- | --- |
| 1.    | Real Madrid | 6 | 4  | 1 | 1 | 15 | 7  | +8 | 13 | Továbbjutott az egyenes kieséses szakaszba |  | —   | 2–3 | 3–0 | 1–0 |
| 2.    | Milan       | 6 | 2  | 3 | 1 | 8  | 7  | +1 | 9  | Továbbjutott az egyenes kieséses szakaszba |  | 1–1 | —   | 1–1 | 0–1 |
| 3.    | Marseille   | 6 | 2  | 1 | 3 | 10 | 10 | 0  | 7  | Átkerült az Európa-ligába                  |  | 1–3 | 1–2 | —   | 6–1 |
| 4.    | Zürich      | 6 | 1  | 1 | 4 | 5  | 14 | −9 | 4  |                                            |  | 2–5 | 1–1 | 0–1 | —   |

| 2009. szeptember 15. 20:45 |

| Zürich                                | 2–5               | Real Madrid                                       |
| ------------------------------------- | ----------------- | ------------------------------------------------- |
| Margairaz 64' (11-esből) Aegerter 65' | (0–3) Jegyzőkönyv | Ronaldo 27' 89' Raúl 34' Higuaín 45+1' Guti 90+4' |

| Letzigrund, Zürich Nézőszám: 24 424 Játékvezető: Martin Atkinson (angol) |

| 2009. szeptember 15. 20:45 |

| Marseille  | 1–2               | Milan           |
| ---------- | ----------------- | --------------- |
| Heinze 49' | (0–1) Jegyzőkönyv | Inzaghi 28' 74' |

| Stade Vélodrome, Marseille Nézőszám: 55 434 Játékvezető: Claus Bo Larsen (dán) |

| 2009. szeptember 30. 20:45 |

| Milan | 0–1               | Zürich      |
| ----- | ----------------- | ----------- |
|       | (0–1) Jegyzőkönyv | Tihinen 10' |

| San Siro, Milánó Nézőszám: 32 439 Játékvezető: Florian Meyer (német) |

| 2009. szeptember 30. 20:45 |

| Real Madrid                         | 3–0               | Marseille        |
| ----------------------------------- | ----------------- | ---------------- |
| Ronaldo 58' 64' Kaká 61' (11-esből) | (0–0) Jegyzőkönyv | Diawara 47′, 60′ |

| Santiago Bernabéu, Madrid Nézőszám: 67 244 Játékvezető: Martin Hansson (svéd) |

| 2009. október 21. 20:45 |

| Real Madrid          | 2–3               | Milan                  |
| -------------------- | ----------------- | ---------------------- |
| Raúl 19' Drenthe 76' | (1–0) Jegyzőkönyv | Pirlo 62' Pato 67' 88' |

| Santiago Bernabéu, Madrid Nézőszám: 71 569 Játékvezető: Frank De Bleeckere (belga) |

| 2009. október 21. 20:45 |

| Zürich | 0–1               | Marseille                     |
| ------ | ----------------- | ----------------------------- |
|        | (0–0) Jegyzőkönyv | Heinze 69' Bonnart 68′, 90+2′ |

| Letzigrund, Zürich Nézőszám: 22 300 Játékvezető: Damir Skomina (szlovén) |

| 2009. november 3. 20:45 |

| Milan                     | 1–1               | Real Madrid |
| ------------------------- | ----------------- | ----------- |
| Ronaldinho 35' (11-esből) | (1–1) Jegyzőkönyv | Benzema 29' |

| San Siro, Milánó Nézőszám: 75 092 Játékvezető: Felix Brych (német) |

| 2009. november 3. 20:45 |

| Marseille                                                                   | 6–1               | Zürich       |
| --------------------------------------------------------------------------- | ----------------- | ------------ |
| Aegerter 3' (öngól) Abriel 11' Niang 51' Hilton 80' Cheyrou 87' Brandão 90' | (2–1) Jegyzőkönyv | Alphonse 31' |

| Stade Vélodrome, Marseille Nézőszám: 56 282 Játékvezető: Craig Thomson (skót) |

| 2009. november 25. 20:45 |

| Real Madrid | 1–0               | Zürich |
| ----------- | ----------------- | ------ |
| Higuaín 21' | (1–0) Jegyzőkönyv |        |

| Santiago Bernabéu, Madrid Nézőszám: 67 867 Játékvezető: Alain Hamer (luxemburgi) |

| 2009. november 25. 20:45 |

| Milan         | 1–1               | Marseille |
| ------------- | ----------------- | --------- |
| Borriello 10' | (1–1) Jegyzőkönyv | Lucho 16' |

| San Siro, Milánó Nézőszám: 49 063 Játékvezető: Howard Webb (angol) |

| 2009. december 8. 20:45 |

| Zürich               | 1–1               | Milan                     |
| -------------------- | ----------------- | ------------------------- |
| Gajić 29' Rochat 63′ | (1–0) Jegyzőkönyv | Ronaldinho 65' (11-esből) |

| Letzigrund, Zürich Nézőszám: 24 100 Játékvezető: Pedro Proença (portugál) |

| 2009. december 8. 20:45 |

| Marseille | 1–3               | Real Madrid               |
| --------- | ----------------- | ------------------------- |
| Lucho 11' | (1–1) Jegyzőkönyv | Ronaldo 5' 80' Albiol 60' |

| Stade Vélodrome, Marseille Nézőszám: 55 722 Játékvezető: Wolfgang Stark (német) |

### D csoport
| Hely. | Csapat          | M | Gy | D | V | G+ | G– | Gk | P  | Továbbjutás                                |  | CHE | POR | ATL | APO |
| ----- | --------------- | - | -- | - | - | -- | -- | -- | -- | ------------------------------------------ |  | --- | --- | --- | --- |
| 1.    | Chelsea         | 6 | 4  | 2 | 0 | 11 | 4  | +7 | 14 | Továbbjutott az egyenes kieséses szakaszba |  | —   | 1–0 | 4–0 | 2–2 |
| 2.    | Porto           | 6 | 4  | 0 | 2 | 8  | 3  | +5 | 12 | Továbbjutott az egyenes kieséses szakaszba |  | 0–1 | —   | 2–0 | 2–1 |
| 3.    | Atlético Madrid | 6 | 0  | 3 | 3 | 3  | 12 | −9 | 3  | Átkerült az Európa-ligába                  |  | 2–2 | 0–3 | —   | 0–0 |
| 4.    | APÓEL           | 6 | 0  | 3 | 3 | 4  | 7  | −3 | 3  |                                            |  | 0–1 | 0–1 | 1–1 | —   |

| 2009. szeptember 15. 20:45 |

| Chelsea    | 1–0               | Porto               |
| ---------- | ----------------- | ------------------- |
| Anelka 48' | (0–0) Jegyzőkönyv | Fernando 78′, 90+2′ |

| Stamford Bridge, London Nézőszám: 39 436 Játékvezető: Konrad Plautz (osztrák) |

| 2009. szeptember 15. 20:45 |

| Atlético Madrid | 0–0         | APÓEL |
| --------------- | ----------- | ----- |
|                 | Jegyzőkönyv |       |

| Vicente Calderón, Madrid Nézőszám: 30 628 Játékvezető: Craig Thomson (skót) |

| 2009. szeptember 30. 20:45 |

| Porto                         | 2–0               | Atlético Madrid |
| ----------------------------- | ----------------- | --------------- |
| Falcao García 75' Rolando 82' | (0–0) Jegyzőkönyv |                 |

| Estádio do Dragão, Porto Nézőszám: 37 609 Játékvezető: Nicola Rizzoli (olasz) |

| 2009. szeptember 30. 20:45 |

| APÓEL | 0–1               | Chelsea    |
| ----- | ----------------- | ---------- |
|       | (0–1) Jegyzőkönyv | Anelka 18' |

| GSZP Stadion, Nicosia Nézőszám: 21 657 Játékvezető: Bertrand Layec (francia) |

| 2009. október 21. 20:45 |

| Porto                                | 2–1               | APÓEL                      |
| ------------------------------------ | ----------------- | -------------------------- |
| Hulk 33' 48' (11-esből) González 74′ | (1–1) Jegyzőkönyv | Álvaro Pereira 22' (öngól) |

| Estádio do Dragão, Porto Nézőszám: 31 212 Játékvezető: Felix Brych (német) |

| 2009. október 21. 20:45 |

| Chelsea                                       | 4–0               | Atlético Madrid |
| --------------------------------------------- | ----------------- | --------------- |
| Kalou 41' 52' Lampard 78' Perea 90+2' (öngól) | (1–0) Jegyzőkönyv |                 |

| Stamford Bridge, London Nézőszám: 39 997 Játékvezető: Florian Meyer (német) |

| 2009. november 3. 20:45 |

| APÓEL | 0–1               | Porto      |
| ----- | ----------------- | ---------- |
|       | (0–1) Jegyzőkönyv | Falcao 84' |

| GSZP Stadion, Nicosia Nézőszám: 20 825 Játékvezető: Damir Skomina (szlovén) |

| 2009. november 3. 20:45 |

| Atlético Madrid  | 2–2               | Chelsea        |
| ---------------- | ----------------- | -------------- |
| Agüero 66' 90+1' | (0–0) Jegyzőkönyv | Drogba 82' 88' |

| Vicente Calderón, Madrid Nézőszám: 36 284 Játékvezető: Bjorn Kuipers (holland) |

| 2009. november 25. 20:45 |

| Porto | 0–1               | Chelsea    |
| ----- | ----------------- | ---------- |
|       | (0–0) Jegyzőkönyv | Anelka 69' |

| Estádio do Dragão, Porto Nézőszám: 38 410 Játékvezető: Jonas Eriksson (svéd) |

| 2009. november 25. 20:45 |

| APÓEL            | 1–1               | Atlético Madrid |
| ---------------- | ----------------- | --------------- |
| Mirosavljević 5' | (1–0) Jegyzőkönyv | Simão 62'       |

| GSZP Stadion, Nicosia Nézőszám: 21 178 Játékvezető: Frank De Bleeckere (belga) |

| 2009. december 8. 20:45 |

| Chelsea               | 2–2               | APÓEL                         |
| --------------------- | ----------------- | ----------------------------- |
| Essien 19' Drogba 26' | (2–1) Jegyzőkönyv | Żewłakow 6' Mirosavljević 87' |

| Stamford Bridge, London Nézőszám: 40 917 Játékvezető: Matteo Trefoloni (olasz) |

| 2009. december 8. 20:45 |

| Atlético Madrid | 0–3               | Porto                              |
| --------------- | ----------------- | ---------------------------------- |
|                 | (0–2) Jegyzőkönyv | Bruno Alves 2' Falcao 14' Hulk 76' |

| Vicente Calderón, Madrid Nézőszám: 24 603 Játékvezető: Stephane Lannoy (francia) |

### E csoport
| Hely. | Csapat     | M | Gy | D | V | G+ | G– | Gk  | P  | Továbbjutás                                |  | FIO | OL  | LIV | DEB |
| ----- | ---------- | - | -- | - | - | -- | -- | --- | -- | ------------------------------------------ |  | --- | --- | --- | --- |
| 1.    | Fiorentina | 6 | 5  | 0 | 1 | 14 | 7  | +7  | 15 | Továbbjutott az egyenes kieséses szakaszba |  | —   | 1–0 | 2–0 | 5–2 |
| 2.    | Lyon       | 6 | 4  | 1 | 1 | 12 | 3  | +9  | 13 | Továbbjutott az egyenes kieséses szakaszba |  | 1–0 | —   | 1–1 | 4–0 |
| 3.    | Liverpool  | 6 | 2  | 1 | 3 | 5  | 7  | −2  | 7  | Átkerült az Európa-ligába                  |  | 1–2 | 1–2 | —   | 1–0 |
| 4.    | Debrecen   | 6 | 0  | 0 | 6 | 5  | 19 | −14 | 0  |                                            |  | 3–4 | 0–4 | 0–1 | —   |

| 2009. szeptember 16. 20:45 |

| Lyon       | 1–0               | Fiorentina      |
| ---------- | ----------------- | --------------- |
| Pjanić 76' | (0–0) Jegyzőkönyv | Gilardino 45+1′ |

| Stade de Gerland, Lyon Nézőszám: 37 169 Játékvezető: Pieter Vink (holland) |

| 2009. szeptember 16. 20:45 |

| Liverpool   | 1–0               | Debrecen |
| ----------- | ----------------- | -------- |
| Kuijt 45+1' | (1–0) Jegyzőkönyv |          |

| Anfield, Liverpool Nézőszám: 41 591 Játékvezető: Pedro Proença (portugál) |

| 2009. szeptember 29. 20:45 |

| Fiorentina      | 2–0               | Liverpool |
| --------------- | ----------------- | --------- |
| Jovetić 28' 37' | (2–0) Jegyzőkönyv |           |

| Stadio Artemio Franchi, Firenze Nézőszám: 33 426 Játékvezető: Felix Brych (német) |

| 2009. szeptember 29. 20:45 |

| Debrecen | 0–4               | Lyon                                        |
| -------- | ----------------- | ------------------------------------------- |
|          | (0–3) Jegyzőkönyv | Källström 3' Pjanić 13' Govou 24' Gomis 51' |

| Puskás Ferenc Stadion, Budapest 3 Nézőszám: 41 600 Játékvezető: Tom Henning Øvrebø (norvég) |

| 2009. október 20. 20:45 |

| Debrecen                                | 3–4               | Fiorentina                            |
| --------------------------------------- | ----------------- | ------------------------------------- |
| Czvitkovics 2' Rudolf 28' Coulibaly 88' | (2–4) Jegyzőkönyv | Mutu 6' 20' Gilardino 10' Santana 37' |

| Puskás Ferenc Stadion, Budapest 3 Nézőszám: 41 500 Játékvezető: Craig Thomson (skót) |

| 2009. október 20. 20:45 |

| Liverpool   | 1–2               | Lyon                       |
| ----------- | ----------------- | -------------------------- |
| Benájún 41' | (1–0) Jegyzőkönyv | Gonalons 72' Delgado 90+1' |

| Anfield, Liverpool Nézőszám: 41 562 Játékvezető: Alberto Undiano Mallenco (spanyol) |

| 2009. november 4. 20:45 |

| Fiorentina                                                       | 5–2               | Debrecen                 |
| ---------------------------------------------------------------- | ----------------- | ------------------------ |
| Mutu 14' Dainelli 52' Montolivo 59' Marchionni 61' Gilardino 74' | (1–1) Jegyzőkönyv | Rudolf 38' Coulibaly 70' |

| Stadio Artemio Franchi, Firenze Nézőszám: 19 676 Játékvezető: Manuel Mejuto González (spanyol) |

| 2009. november 4. 20:45 |

| Lyon               | 1–1               | Liverpool |
| ------------------ | ----------------- | --------- |
| Lisandro López 90' | (0–0) Jegyzőkönyv | Babel 83' |

| Stade de Gerland, Lyon Nézőszám: 39 180 Játékvezető: Frank De Bleeckere (belga) |

| 2009. november 24. 20:45 |

| Debrecen | 0–1               | Liverpool |
| -------- | ----------------- | --------- |
|          | (0–1) Jegyzőkönyv | N'Gog 4'  |

| Puskás Ferenc Stadion, Budapest 3 Nézőszám: 41 500 Játékvezető: Bjorn Kuipers (holland) |

| 2009. november 24. 20:45 |

| Fiorentina            | 1–0               | Lyon |
| --------------------- | ----------------- | ---- |
| Vargas 28' (11-esből) | (1–0) Jegyzőkönyv |      |

| Stadio Artemio Franchi, Firenze Nézőszám: 34 301 Játékvezető: Olegário Benquerença (portugál) |

| 2009. december 9. 20:45 |

| Liverpool   | 1–2               | Fiorentina                    |
| ----------- | ----------------- | ----------------------------- |
| Benájún 43' | (0–0) Jegyzőkönyv | Jørgensen 63' Gilardino 90+5' |

| Anfield, Liverpool Nézőszám: 40 863 Játékvezető: Damir Skomina (szlovén) |

| 2009. december 9. 20:45 |

| Lyon                                         | 4–0               | Debrecen |
| -------------------------------------------- | ----------------- | -------- |
| Gomis 25' Bastos 44' Pjanić 59' Cissokho 77' | (2–0) Jegyzőkönyv |          |

| Stade de Gerland, Lyon Nézőszám: 36 884 Játékvezető: Florian Meyer (német) |

Megjegyzések
- 3 A Debrecen hazai mérkőzéseit a budapesti Puskás Ferenc Stadionban játszotta, mert a debreceni Oláh Gábor utcai stadion nem felelt meg az UEFA követelményeinek.

### F csoport
| Hely. | Csapat         | M | Gy | D | V | G+ | G– | Gk | P  | Továbbjutás                                |  | BAR | INT | RUB | DK  |
| ----- | -------------- | - | -- | - | - | -- | -- | -- | -- | ------------------------------------------ |  | --- | --- | --- | --- |
| 1.    | Barcelona      | 6 | 3  | 2 | 1 | 7  | 3  | +4 | 11 | Továbbjutott az egyenes kieséses szakaszba |  | —   | 2–0 | 1–2 | 2–0 |
| 2.    | Internazionale | 6 | 2  | 3 | 1 | 7  | 6  | +1 | 9  | Továbbjutott az egyenes kieséses szakaszba |  | 0–0 | —   | 2–0 | 2–2 |
| 3.    | Rubin Kazany   | 6 | 1  | 3 | 2 | 4  | 7  | −3 | 6  | Átkerült az Európa-ligába                  |  | 0–0 | 1–1 | —   | 0–0 |
| 4.    | Dinamo Kijiv   | 6 | 1  | 2 | 3 | 7  | 9  | −2 | 5  |                                            |  | 1–2 | 1–2 | 3–1 | —   |

| 2009. szeptember 16. 20:45 |

| Internazionale | 0–0         | Barcelona |
| -------------- | ----------- | --------- |
|                | Jegyzőkönyv |           |

| Giuseppe Meazza, Milánó Nézőszám: 77 321 Játékvezető: Wolfgang Stark (német) |

| 2009. szeptember 16. 20:45 |

| Dinamo Kijiv                      | 3–1               | Rubin Kazany  |
| --------------------------------- | ----------------- | ------------- |
| Yussuf 71' Magrão 79' Huszjev 85' | (0–1) Jegyzőkönyv | Domínguez 25' |

| Dinamo Stadion, Kijev Nézőszám: 15 000 Játékvezető: Alain Hamer (luxemburgi) |

| 2009. szeptember 29. 18:30 |

| Rubin Kazany  | 1–1               | Internazionale                   |
| ------------- | ----------------- | -------------------------------- |
| Domínguez 11' | (1–1) Jegyzőkönyv | Stanković 27' Balotelli 20′, 60′ |

| Központi Stadion, Kazány Nézőszám: 23 670 Játékvezető: Terje Hauge (norvég) |

| 2009. szeptember 29. 20:45 |

| Barcelona           | 2–0               | Dinamo Kijiv |
| ------------------- | ----------------- | ------------ |
| Messi 26' Pedro 76' | (1–0) Jegyzőkönyv |              |

| Camp Nou, Barcelona Nézőszám: 68 221 Játékvezető: Bjorn Kuipers (holland) |

| 2009. október 20. 20:45 |

| Barcelona       | 1–2               | Rubin Kazany               |
| --------------- | ----------------- | -------------------------- |
| Ibrahimović 48' | (0–1) Jegyzőkönyv | Rjazancev 2' Karadeniz 73' |

| Camp Nou, Barcelona Nézőszám: 55 930 Játékvezető: Laurent Duhamel (francia) |

| 2009. október 20. 20:45 |

| Internazionale           | 2–2               | Dinamo Kijiv                 |
| ------------------------ | ----------------- | ---------------------------- |
| Stanković 35' Samuel 47' | (1–2) Jegyzőkönyv | Mihalik 5' Lúcio 40' (öngól) |

| Giuseppe Meazza, Milánó Nézőszám: 34 721 Játékvezető: Martin Atkinson (angol) |

| 2009. november 4. 18:30 |

| Rubin Kazany | 0–0         | Barcelona |
| ------------ | ----------- | --------- |
|              | Jegyzőkönyv |           |

| Központi Stadion, Kazány Nézőszám: 24 600 Játékvezető: Konrad Plautz (osztrák) |

| 2009. november 4. 20:45 |

| Dinamo Kijiv  | 1–2               | Internazionale          |
| ------------- | ----------------- | ----------------------- |
| Sevcsenko 21' | (1–0) Jegyzőkönyv | Milito 86' Sneijder 89' |

| Dinamo Stadion, Kijev Nézőszám: 15 900 Játékvezető: Bertrand Layec (francia) |

| 2009. november 24. 18:30 |

| Rubin Kazany | 0–0         | Dinamo Kijiv |
| ------------ | ----------- | ------------ |
|              | Jegyzőkönyv |              |

| Központi Stadion, Kazány Nézőszám: 23 185 Játékvezető: Felix Brych (német) |

| 2009. november 24. 20:45 |

| Barcelona           | 2–0               | Internazionale |
| ------------------- | ----------------- | -------------- |
| Piqué 10' Pedro 25' | (2–0) Jegyzőkönyv |                |

| Camp Nou, Barcelona Nézőszám: 93 524 Játékvezető: Massimo Busacca (svájci) |

| 2009. december 9. 20:45 |

| Internazionale          | 2–0               | Rubin Kazany |
| ----------------------- | ----------------- | ------------ |
| Eto'o 31' Balotelli 64' | (1–0) Jegyzőkönyv |              |

| Giuseppe Meazza, Milánó Nézőszám: 49 539 Játékvezető: Pieter Vink (holland) |

| 2009. december 9. 20:45 |

| Dinamo Kijiv  | 1–2               | Barcelona          |
| ------------- | ----------------- | ------------------ |
| Milevszkij 2' | (1–1) Jegyzőkönyv | Xavi 33' Messi 86' |

| Dinamo Stadion, Kijev Nézőszám: 16 300 Játékvezető: Howard Webb (angol) |

### G csoport
| Hely. | Csapat          | M | Gy | D | V | G+ | G– | Gk | P  | Továbbjutás                                |  | SEV | STU | URZ | RAN |
| ----- | --------------- | - | -- | - | - | -- | -- | -- | -- | ------------------------------------------ |  | --- | --- | --- | --- |
| 1.    | Sevilla         | 6 | 4  | 1 | 1 | 11 | 4  | +7 | 13 | Továbbjutott az egyenes kieséses szakaszba |  | —   | 1–1 | 2–0 | 1–0 |
| 2.    | Stuttgart       | 6 | 2  | 3 | 1 | 9  | 7  | +2 | 9  | Továbbjutott az egyenes kieséses szakaszba |  | 1–3 | —   | 3–1 | 1–1 |
| 3.    | Unirea Urziceni | 6 | 2  | 2 | 2 | 8  | 8  | 0  | 8  | Átkerült az Európa-ligába                  |  | 1–0 | 1–1 | —   | 1–1 |
| 4.    | Rangers         | 6 | 0  | 2 | 4 | 4  | 13 | −9 | 2  |                                            |  | 1–4 | 0–2 | 1–4 | —   |

| 2009. szeptember 16. 20:45 |

| Stuttgart      | 1–1               | Rangers       |
| -------------- | ----------------- | ------------- |
| Pogrebnyak 18' | (1–0) Jegyzőkönyv | Bougherra 77' |

| Mercedes-Benz Arena, Stuttgart Nézőszám: 39 000 Játékvezető: Massimo Busacca (svájci) |

| 2009. szeptember 16. 20:45 |

| Sevilla                       | 2–0               | Unirea Urziceni |
| ----------------------------- | ----------------- | --------------- |
| Luís Fabiano 45+1' Renato 70' | (1–0) Jegyzőkönyv |                 |

| Estadio Ramón Sánchez Pizjuán, Sevilla Nézőszám: 37 500 Játékvezető: Matteo Trefoloni (olasz) |

| 2009. szeptember 29. 20:45 |

| Unirea Urziceni | 1–1               | Stuttgart |
| --------------- | ----------------- | --------- |
| Varga 48'       | (0–1) Jegyzőkönyv | Tasci 5'  |

| Steaua Stadion, Bukarest Nézőszám: 13 557 Játékvezető: Laurent Duhamel (francia) |

| 2009. szeptember 29. 20:45 |

| Rangers  | 1–4               | Sevilla                                            |
| -------- | ----------------- | -------------------------------------------------- |
| Novo 88' | (0–0) Jegyzőkönyv | Konko 50' Adriano 64' Luís Fabiano 72' Kanouté 74' |

| Ibrox Stadion, Glasgow Nézőszám: 40 572 Játékvezető: Jonas Eriksson (svéd) |

| 2009. október 20. 20:45 |

| Rangers           | 1–4               | Unirea Urziceni                                                    |
| ----------------- | ----------------- | ------------------------------------------------------------------ |
| Vilana 2' (öngól) | (1–1) Jegyzőkönyv | Bilaşco 32' Lafferty 49' (öngól) McCulloch 59' (öngól) Brandán 65' |

| Ibrox Stadion, Glasgow Nézőszám: 39 476 Játékvezető: Eric Braamhaar (holland) |

| 2009. október 20. 20:45 |

| Stuttgart | 1–3               | Sevilla                     |
| --------- | ----------------- | --------------------------- |
| Élson 74' | (0–1) Jegyzőkönyv | Squillaci 23' 72' Navas 55' |

| Mercedes-Benz Arena, Stuttgart Nézőszám: 37 000 Játékvezető: Pieter Vink (holland) |

| 2009. november 4. 20:45 |

| Unirea Urziceni | 1–1               | Rangers       |
| --------------- | ----------------- | ------------- |
| Onofraş 88'     | (0–0) Jegyzőkönyv | McCulloch 79' |

| Steaua Stadion, Bukarest Nézőszám: 9 923 Játékvezető: Claus Bo Larsen (dán) |

| 2009. november 4. 20:45 |

| Sevilla   | 1–1               | Stuttgart      |
| --------- | ----------------- | -------------- |
| Navas 14' | (1–0) Jegyzőkönyv | Kuzmanović 79' |

| Estadio Ramón Sánchez Pizjuán, Sevilla Nézőszám: 32 669 Játékvezető: Martin Atkinson (angol) |

| 2009. november 24. 20:45 |

| Rangers | 0–2               | Stuttgart               |
| ------- | ----------------- | ----------------------- |
|         | (0–1) Jegyzőkönyv | Rudy 16' Kuzmanović 59' |

| Ibrox Stadion, Glasgow Nézőszám: 41 468 Játékvezető: Roberto Rosetti (olasz) |

| 2009. november 24. 20:45 |

| Unirea Urziceni          | 1–0               | Sevilla |
| ------------------------ | ----------------- | ------- |
| Dragutinović 45' (öngól) | (1–0) Jegyzőkönyv |         |

| Steaua Stadion, Bukarest Nézőszám: 10 007 Játékvezető: Tom Henning Øvrebø (norvég) |

| 2009. december 9. 20:45 |

| Stuttgart                          | 3–1               | Unirea Urziceni |
| ---------------------------------- | ----------------- | --------------- |
| Marica 5' Träsch 8' Pogrebnyak 11' | (3–0) Jegyzőkönyv | Semedo 50'      |

| Mercedes-Benz Arena, Stuttgart Nézőszám: 37 000 Játékvezető: Kassai Viktor (magyar) |

| 2009. december 9. 20:45 |

| Sevilla               | 1–0               | Rangers |
| --------------------- | ----------------- | ------- |
| Kanouté 8' (11-esből) | (1–0) Jegyzőkönyv |         |

| Estadio Ramón Sánchez Pizjuán, Sevilla Nézőszám: 31 560 Játékvezető: Bertrand Layec (francia) |

Megjegyzések
- 4 Az Unirea Urziceni hazai mérkőzéseit a bukaresti Steaua Stadionban játszotta, mert pályájuk, a Tineretului Stadion nem felelt meg az UEFA követelményeinek.

### H csoport
| Hely. | Csapat         | M | Gy | D | V | G+ | G– | Gk | P  | Továbbjutás                                |  | ARS | OLY | STD | AZ  |
| ----- | -------------- | - | -- | - | - | -- | -- | -- | -- | ------------------------------------------ |  | --- | --- | --- | --- |
| 1.    | Arsenal        | 6 | 4  | 1 | 1 | 12 | 5  | +7 | 13 | Továbbjutott az egyenes kieséses szakaszba |  | —   | 2–0 | 2–0 | 4–1 |
| 2.    | Olimbiakósz    | 6 | 3  | 1 | 2 | 4  | 5  | −1 | 10 | Továbbjutott az egyenes kieséses szakaszba |  | 1–0 | —   | 2–1 | 1–0 |
| 3.    | Standard Liège | 6 | 1  | 2 | 3 | 7  | 9  | −2 | 5  | Átkerült az Európa-ligába                  |  | 2–3 | 2–0 | —   | 1–1 |
| 4.    | AZ             | 6 | 0  | 4 | 2 | 4  | 8  | −4 | 4  |                                            |  | 1–1 | 0–0 | 1–1 | —   |

| 2009. szeptember 16. 20:45 |

| Olimbiakósz     | 1–0               | AZ |
| --------------- | ----------------- | -- |
| Toroszídisz 79' | (0–0) Jegyzőkönyv |    |

| Karaiszkákisz Stadion, Pireusz Nézőszám: 29 018 Játékvezető: Kassai Viktor (magyar) |

| 2009. szeptember 16. 20:45 |

| Standard Liège                     | 2–3               | Arsenal                                |
| ---------------------------------- | ----------------- | -------------------------------------- |
| Mangala 3' Jovanović 5' (11-esből) | (2–1) Jegyzőkönyv | Bendtner 45' Vermaelen 77' Eduardo 81' |

| Stade Maurice Dufrasne, Liège Nézőszám: 23 022 Játékvezető: Eduardo Iturralde González (spanyol) |

| 2009. szeptember 29. 20:45 |

| Arsenal                    | 2–0               | Olimbiakósz |
| -------------------------- | ----------------- | ----------- |
| Van Persie 78' Arsavin 86' | (0–0) Jegyzőkönyv |             |

| Emirates Stadion, London Nézőszám: 59 884 Játékvezető: Stephane Lannoy (francia) |

| 2009. szeptember 29. 20:45 |

| AZ              | 1–1               | Standard Liège |
| --------------- | ----------------- | -------------- |
| El Hamdaoui 48' | (0–0) Jegyzőkönyv | Traoré 90+1'   |

| DSB Stadion, Alkmaar Nézőszám: 16 373 Játékvezető: Wolfgang Stark (német) |

| 2009. október 20. 20:45 |

| AZ             | 1–1               | Arsenal      |
| -------------- | ----------------- | ------------ |
| da Silva 90+3' | (0–1) Jegyzőkönyv | Fàbregas 36' |

| DSB Stadion, Alkmaar Nézőszám: 16 666 Játékvezető: Martin Hansson (svéd) |

| 2009. október 20. 20:45 |

| Olimbiakósz                    | 2–1               | Standard Liège |
| ------------------------------ | ----------------- | -------------- |
| Mítroglu 43' Sztoltídisz 90+3' | (1–1) Jegyzőkönyv | de Camargo 37' |

| Karaiszkákisz Stadion, Pireusz Nézőszám: 29 889 Játékvezető: Pedro Proença (portugál) |

| 2009. november 4. 20:45 |

| Arsenal                              | 4–1               | AZ       |
| ------------------------------------ | ----------------- | -------- |
| Fàbregas 25' 52' Nasri 43' Diaby 72' | (2–0) Jegyzőkönyv | Lens 82' |

| Emirates Stadion, London Nézőszám: 59 345 Játékvezető: Alain Hamer (luxemburgi) |

| 2009. november 4. 20:45 |

| Standard Liège            | 2–0               | Olimbiakósz |
| ------------------------- | ----------------- | ----------- |
| Mbokani 31' Jovanović 88' | (1–0) Jegyzőkönyv |             |

| Stade Maurice Dufrasne, Liège Nézőszám: 24 787 Játékvezető: Nicola Rizzoli (olasz) |

| 2009. november 24. 20:45 |

| AZ | 0–0         | Olimbiakósz |
| -- | ----------- | ----------- |
|    | Jegyzőkönyv |             |

| DSB Stadion, Alkmaar Nézőszám: 16 213 Játékvezető: Undiano Mallenco (spanyol) |

| 2009. november 24. 20:45 |

| Arsenal                  | 2–0               | Standard Liège       |
| ------------------------ | ----------------- | -------------------- |
| Nasri 35' Denílson 45+2' | (2–0) Jegyzőkönyv | Carcela-González 86′ |

| Emirates Stadion, London Nézőszám: 59 941 Játékvezető: Konrad Plautz (osztrák) |

| 2009. december 9. 20:45 |

| Olimbiakósz  | 1–0               | Arsenal |
| ------------ | ----------------- | ------- |
| Leonardo 47' | (0–0) Jegyzőkönyv |         |

| Karaiszkákisz Stadion, Pireusz Nézőszám: 30 277 Játékvezető: Lucílio Batista (portugál) |

| 2009. december 9. 20:45 |

| Standard Liège | 1–1               | AZ       |
| -------------- | ----------------- | -------- |
| Bolat 90+5'    | (0–1) Jegyzőkönyv | Lens 42' |

| Stade Maurice Dufrasne, Liège Nézőszám: 24 359 Játékvezető: Martin Atkinson (angol) |